# Rubén Héctor Sosa
Rubén Héctor Sosa (14 de novembre de 1936 - 13 de setembre de 2008) fou un futbolista argentí.

## Selecció de l'Argentina
Va formar part de l'equip argentí a la Copa del Món de 1962.